# Асенкритовка (Алтайский край)
Асенкритовка — исчезнувшая деревня в Локтевском районе Алтайского края России. Располагался на территории современного Новенского сельсовета. Точная дата упразднения не установлена.

## География
Располагалась на западном берегу озера Новенькое.

## История
Основана в 1893 году.
В 1928 году село Асенкритовка состоял из 159 хозяйств. Центр Асенкритовского сельсовета Локтевского района Рубцовского округа Сибирского края.

## Население
В 1926 году в селе проживало 854 человека (428 мужчин и 426 женщин), основное население — украинцы